# デーモン・レエスアス
デーモン・レエスアス（Daymon Leasuasu、1993年1月20日 - ）は、ジャパンラグビーリーグワンクリタウォーターガッシュ昭島に所属するラグビー選手。

## プロフィール
- ニュージーランド・オークランド出身。
- ポジションはロック(LO)。
- 身長 201 cm、体重 117 kg
- ニックネームはDee。

## 略歴
オークランド大学、カウンティーマナカウ、チーフスを経て、2019年、リコーブラックラムズ(現・リコーブラックラムズ東京)に加入。
2020年1月12日にジャパンラグビートップリーグ第1節Honda HEAT戦に途中出場で日本での公式戦初出場を果たす。
2022年、クリタウォーターガッシュ昭島に加入。